# Pferdelausfliege

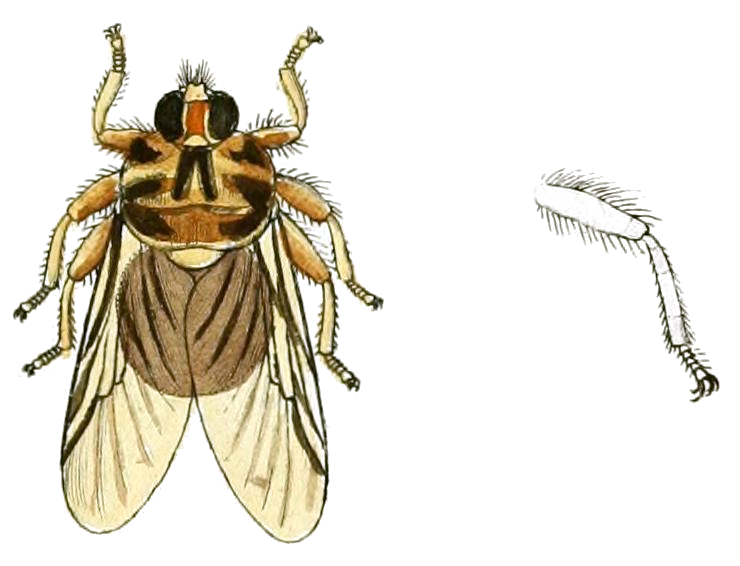
Hippobosca equina, in: Georg Wolfgang Franz Panzer und Jacob Sturm (1793): Fauna Germanica

Die Pferdelausfliege (Hippobosca equina) ist eine Fliege aus der Familie der Lausfliegen (Hippoboscidae), die als Ektoparasit vor allem an großen Säugetieren parasitiert.

## Merkmale
Die braune, hellbraun gestreifte Pferdelausfliege erreicht eine Körperlänge von 6 bis 8,5 Millimetern. Das Insekt hat voll entwickelte Flügel, die in Ruhe flach über dem Rücken gehalten werden und – anders als bei vielen Lausfliegen – zeitlebens am Körper verbleiben. Die grünen Komplexaugen sind gut entwickelt und helfen bei der Ortung des Wirtstieres. Die mit feinen Sinnesborsten versehenen Füße besitzen kräftige Krallen, mit denen sich die Fliege im Fell der Wirtstiere festhalten kann.

## Vorkommen und Lebensweise
Die Pferdelausfliege ist in Europa und Teilen Asiens und Afrikas verbreitet. Hier tritt sie an den Orten auf, wo auch ihre Wirtstiere vorkommen. Als Ektoparasit lebt sie auf verschiedenen Unpaarhufern wie Pferden, aber auch auf Rindern und gelegentlich auf Hunden, Hirschen und Kamelen, von deren Blut sie sich ernährt. Auch Menschen werden angeflogen und bisweilen gestochen.

## Lebenszyklus
Hat die Fliege einen Wirt angeflogen, krallt sie sich in dessen Fell fest. Hier findet auch die Paarung der Weibchen und Männchen statt, begleitet von Flugspielen der Partner. Auf Grund ihrer voll entwickelten Flügel kann sie im Gegensatz zu anderen Lausfliegen ihren Wirt jederzeit wechseln. Die beiden Ovarien geben jeweils nur ein Ei auf einmal ab. Nach der Befruchtung entwickeln sich die Zygoten im Uterus, einem erweiterten Teil des Eileiters, weiter. Die Larve häutet sich hier zweimal und wird kurz vor der Verpuppung am Boden abgelegt (Viviparie). Mit nur ca. fünf abgelegten Larven ist die Pferdelausfliege ein ausgesprochener K-Stratege. Im Herbst entschlüpfen den Puppenhüllen im Boden neue Imagines und suchen neue Wirtstiere auf.